# Raffaella Fico
Pour les articles homonymes, voir Fico.
Raffaella Fico est une showgirl, actrice et mannequin italienne née le 29 janvier 1988 à Cercola.

## Biographie
Raffaella Fico fait son apparition sur la scène médiatique en 2007 quand elle est élue « Miss Gran Prix »,,, puis grâce à sa participation à la huitième édition de Il Grande Fratello, la version italienne de la réalité show Big Brother. La même année, elle attire l'attention médiatique pour avoir mis sa virginité aux enchères pour 1 million d'euros lors d'une interview pour le magazine Chi,,,. 
C'est en 2008 qu'elle fait ses débuts au cinéma dans Storia di un amore de Maria Manna, puis elle fait ses débuts de conductrice à la télévision en 2009 en animant l'émission Italia 1 « Real TV » sur Italia 1,,.
Raffaella Fico  est présente entre 2009 et 2010 dans quatre jeux télévisés animés par Enrico Papi et diffusée sur Italia 1 (« Il colore dei soldi », « Prendere o lasciare », « Cento X Cento »et « Trasformat »),.
En octobre 2009, déclare entretenir une relation avec le joueur de football Cristiano Ronaldo,,,.
En août 2010, elle contribue à Mitici 80, programme de variété sur Italia 1,,, et figure au casting de l'émission de variété, Saturday Night Live de Milano, la version italienne de Saturday Night Live, et apparaît dans le film de comédie à l'italienne « Matrimonio a Parigi »,.
En 2011, elle est impliquée dans le scandale de Silvio Berlusconi « Bunga Bunga », apparaissant comme l'une des filles qui rencontre régulièrement le premier ministre dans ses parties fines,,. La même année elle participe à l'émission de télé-réalité de Rai 2 «  L'isola dei famosi »  et fait partie du spectacle de danse « Baila » sur Canale 5,.
Entre décembre 2011 et janvier 2012, Raffaella Fico  a une relation éphémère avec le joueur de football Mario Balotelli et tombe enceinte. En réponse à sa grossesse, Balotelli demande en juillet 2012, un test de paternité . En septembre 2012 elle défile en bikini sur la piste de la « Milan Fashion Week » alors qu'elle est enceinte de 6 mois,.
Raffaella Fico, en 2013 accuse Balotelli d'être irresponsable et de ne pas s'occuper de sa fille, nouveau-née, Pia, ce dernier reconnait finalement la paternité de sa fille Pia le 6 février 2014,.
En juin 2014 Raffaella Fico, enregistre sous le label Records Momy / Do It Yourself son premier single pop - urbain - hip-hop. 
Le morceau s'intitule « Rush » produit par son futur mari Gianluca Tozzi, fils du chanteur italien Umberto Tozzi et le 10 juin le publie sur sa chaine YouTube, accompagné par le clip officiel. La chanson est disponible sur iTunes depuis le 9 juin.
Le 22 octobre 2014, elle publie son premier album, « Rush », avec 10 titres.

## Filmographie
- 2011 : 
  - Così fan tutte
  - Matrimonio a Parigi : Beatrice
- 2010 : Saturday Night Live from Milano (série TV)
- 2008: Sguardi diversi
- 2007: Grande fratello (TV)